# Adrià d'Orleans
Adria d'Orleans fou un comte franc, mort abans del novembre del 821. La seva germana Hildegarda de Vintzgau fou l'esposa de Carlemany u com a cunyat de l'emperador fou un dels seus propers.
Era fill de Gerold I de Vintzgau i d'Emma d'Alamània, comte d'Orleans i comte palatí. Es va casar amb Waldrada que podria ser una filla de guillèmida Adalelm d'Autun, de la qual va tenir:
- Odó o Eudes, comte d'Orleans (mort després del 15 de febrer del 834), que es va casar amb Engeltruda de Fézensac, filla del comte Leutard I de Paris;
- Waldrada que es va casar amb Robert III d'Hesbaye (mort el 834), comte de l'Oberrheingau i del Wormsgau, pare de Robert le Fort.